# Sere nere
Sere nere è un singolo del cantautore italiano Tiziano Ferro, pubblicato il 7 novembre 2003 come secondo estratto dal secondo album in studio 111.

## Descrizione
Si tratta della terza traccia dell'album ed ha ottenuto un buon successo in Italia, giungendo primo nella Top Singoli, e in altri paesi europei. L'edizione fisica del singolo è stata commercializzata unicamente in Germania, mentre in Spagna è stata resa disponibile la versione spagnola del brano, intitolata Tardes negras.
Il brano è stato utilizzato come colonna sonora del film Tre metri sopra il cielo, mentre nel 2020 è stato incluso tra i 45 brani più belli della musica italiana all'interno dell'evento radiofonico I Love My Radio.

## Video musicale
Il video, diretto da Paolo Monico e girato in bianco e nero, mostra il cantante passeggiare per le strade di Trieste nel rione di Roiano. Sui muri dello stabilimento Stock S.p.a. e sull'asfalto di Via dei Giacinti sono scritti alcuni versi delle sue canzoni. Gran parte del video è inoltre stato girato nel Caffè San Marco, famoso caffè letterario triestino situato in Via Cesare Battisti.

## Tracce
CD singolo – Sere nere (Italia)
1. Sere nere – 4:24

CD singolo – Sere nere (Germania)
1. Sere nere (Radio Edit)
2. Sere nere (Album Version)
3. Perverso (Melodica Remix)
4. Perverso (Original Extended Version)

CD singolo – Tardes negras (Spagna)
1. Tardes negras (Album Version)
2. Perverso (Melodica Remix Spanish Vocal)
3. Perverso (Original Extended Version)

## Classifiche
| Classifica (2004-2015) | Posizione massima |
| ---------------------- | ----------------- |
| Belgio (Vallonia)      | 54                |
| Germania               | 77                |
| Italia                 | 78                |
| Paesi Bassi            | 99                |
| Romania                | 42                |
| Russia                 | 69                |
| Svizzera               | 32                |

### Tardes negras
| Classifica (2004)   | Posizione massima |
| ------------------- | ----------------- |
| Argentina           | 4                 |
| Spagna              | 8                 |
| Stati Uniti (latin) | 14                |

## Cover
Nel 2005 la cantautrice brasiliana Liah ha reinterpretato il brano in versione italo-portoghese in collaborazione con lo stesso Ferro, pubblicandolo come primo singolo estratto dal suo album Perdas e ganhos.

### Tracce
CD singolo (Brasile)
1. Sere nere/Tarde negra (Radio Edit)
2. Sere nere/Tarde negra (DJ Malboro Remix)
3. Sere nere/Tarde negra (Extended Version)

### Classifiche
| Classifica (2005)    | Posizione massima |
| -------------------- | ----------------- |
| Brasile              | 1                 |
| Brasile (hit parade) | 9                 |